# بلوتاركو إلياس كاليس
بلوتاركو إلياس كاليس (بالإسبانية: Plutarco Elías Calles) (و. 1877 – 1945 م) هو سياسي، وضابط، وعسكري محترف من المكسيك . ويحمل رتبة عسكرية فريق أول .

## نشأته وحياته المهنية

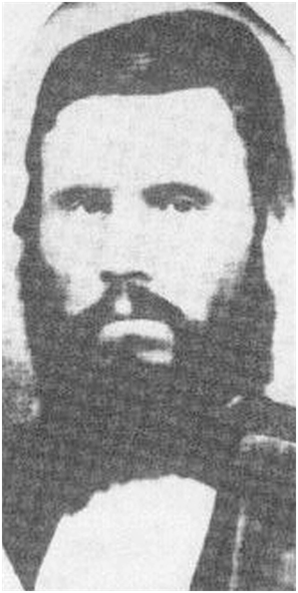
خوسيه خوان إلياس

كان فرانسيسكو بلوتاركو إلياس كامبوزانو الابن غير الشرعي لبلوتاركو إلياس لوسيرو، وماريا خيسوس كامبوزانو نورييغا، كان والده بيروقراطيًا ومدمنًا على الكحول. حمل فرانسيسكو لقب كاليس نسبًة إلى زوج خالته جوان باوتيستا، الذي تكفل مع زوجته ماريا جوزيفا كامبوزانو بتربية فرانسيسكو بعد وفاة والدته. كان عمه تاجرًا صغيرًا يعمل في بقالية لبيع المشروبات الكحولية. كان عم بلوتاركو ملحدًا، وغرس في ابن أخيه حب الثقافة العلمانية والتعلق بها، والازدراء من الكنيسة الرومانية الكاثوليكية، التي انفصلت عن الدولة خلال هذا الوقت. انعكس هذا لاحقًا في برنامج عمله الاجتماعي، والذي تضمن توسيع نطاق التعليم العام، وإلغاء تأثير الكنيسة على التعليم والسياسة والنقابات.

## قبل الرئاسة

### المشاركة في الثورة المكسيكية 1910-1917
كان كاليس من مؤيدي فرانسيسكو ماديرو، وأصبح مفوضًا للشرطة تحت إشرافه، وقد تمكن من الترقي بسرعة بعد انحيازه إلى الدستوريين بقيادة فينوستيانو كارانزا (السياسيون الفائزون في الثورة المكسيكية)، ما سمح له بالوصول إلى رتبة جنرال بحلول عام 1915. تولى قيادة الجيش الدستوري في ولايته سونورا منذ ذلك. تصدت قواته لفصيل التقليديين بقيادة خوسيه ماريا ميتورينا وبانتشو فيا في معركة أغوا برييتا في عام 1915.

### محافظ سونورا
أصبح كاليس حاكمًا لولايته الأصلية سونورا في عام 1915، وشكل سجل سياسي إصلاحي فعلي، يهدف إلى تعزيز النمو السريع للاقتصاد الوطني المكسيكي، وساعد في تأسيس البنية التحتية له. عمل على تحويل سونورا إلى ولاية جافة (ولاية ينظم فيها تداول الكحول بشكل كبير). عزز قطاع التعليم، ومنح العمال شرعية الحصول على الضمان الاجتماعي والمفاوضة المشتركة، ونظم الأرضية الاقتصادية للمكسيك.

### الخدمة في إدارة كارانزا
سافر كاليس إلى مدينة مكسيكو في عام 1919، وتولى منصب وزير الصناعة والتجارة وعمل في حكومة الرئيس فينوستيانو كارانسا، زعيم الفصيل الدستوري الذي فاز بالثورة المكسيكية. وضعه منصبه الجديد مسؤولًا عن الاقتصاد المكسيكي، الذي دمره القتال أثناء الحرب الأهلية. أثرت الحرب على مصادر الإنتاج الأساسية، وخاصةً على مجالي التعدين والزراعة. تضررت البنية التحتية للسكك الحديدية المكسيكية، والتي ربطت العديد من المدن ومواقع الإنتاج في المكسيك بالسوق الوطنية والولايات المتحدة. استبدلت العملة الوطنية في المكسيك بالنقود الورقية غير المدعومة التي أصدرتها الفصائل الثورية. ما دفع الناس إلى استخدم الدولار الأمريكي الورقي الأكثر استقرارًا. أدى نقص العملة إلى تراجع الإنتاج الزراعي ودعم السوق المحلي، ما أدى إلى نقص الغذاء. عانى السكان من سوء التغذية، وأصبحوا أكثر عرضة للإصابة بالأمراض، وقد عانت المكسيك من جائحة الإنفلونزا عام 1918. اكتسب كاليس خبرة سياسية خلال أشهر خدمته في حكومة كارانزا، واكتسب دعم العمال أثناء محاولته لتسوية النزاع في أوريزابا. 

### الرئاسة 1924-1928
كان تنصيب كاليس مناسبة رسمية كبيرة، حضرها حوالي 50000 متفرج. كان سلفه أوبريغون حاضرًا لأول انتقال سلمي للسلطة الرئاسية منذ عام 1884. رفع أعضاء الاتحاد الإقليمي للعمال المكسيكيين برئاسة لويس مورونيس وحزب العمال المكسيكي اللافتات. وأضيف إلى المشهد إطلاق البوالين والحمامات.
لم يحظى كاليس بالتقدير الكامل على الرغم من توليه منصب الرئاسة، وبقيت الأنظار موجهة لأوبريغون الذي كان له حلفاء أقوياء في الجيش والكونغرس وبين حكام الولايات. نظر الكثيرون إلى كاليس على أنه تابع لأوبريغون، واعتبر الرئيس المؤقت الذي سيعيد السلطة إلى القائد بعد انتهاء فترة ولايته. سعى كاليس إلى تطوير سلطته الخاصة. أطلق برنامجًا إصلاحيًا على غرار البرنامج الموجود في سونورا. كان هدفه تعزيز التنمية الاقتصادية، وإضفاء الطابع الاحترافي على الجيش، وتعزيز الرفاه الاجتماعي والتعليمي. اعتمد على منظمات العمال والفلاحين لدعم وترسيخ سلطته، ولا سيما لويس مورونيس رئيس الاتحاد الإقليمي للعمال المكسيكيين.

## روابط خارجية
- بلوتاركو إلياس كاليس على موقع IMDb (الإنجليزية)
- بلوتاركو إلياس كاليس على موقع الموسوعة البريطانية (الإنجليزية)
- بلوتاركو إلياس كاليس على موقع إن إن دي بي (الإنجليزية)